# Beurre de karité
 (juillet 2024).
Si vous disposez d'ouvrages ou d'articles de référence ou si vous connaissez des sites web de qualité traitant du thème abordé ici, merci de compléter l'article en donnant les références utiles à sa vérifiabilité et en les liant à la section « Notes et références ».
Pour les articles homonymes, voir Beurre (homonymie).

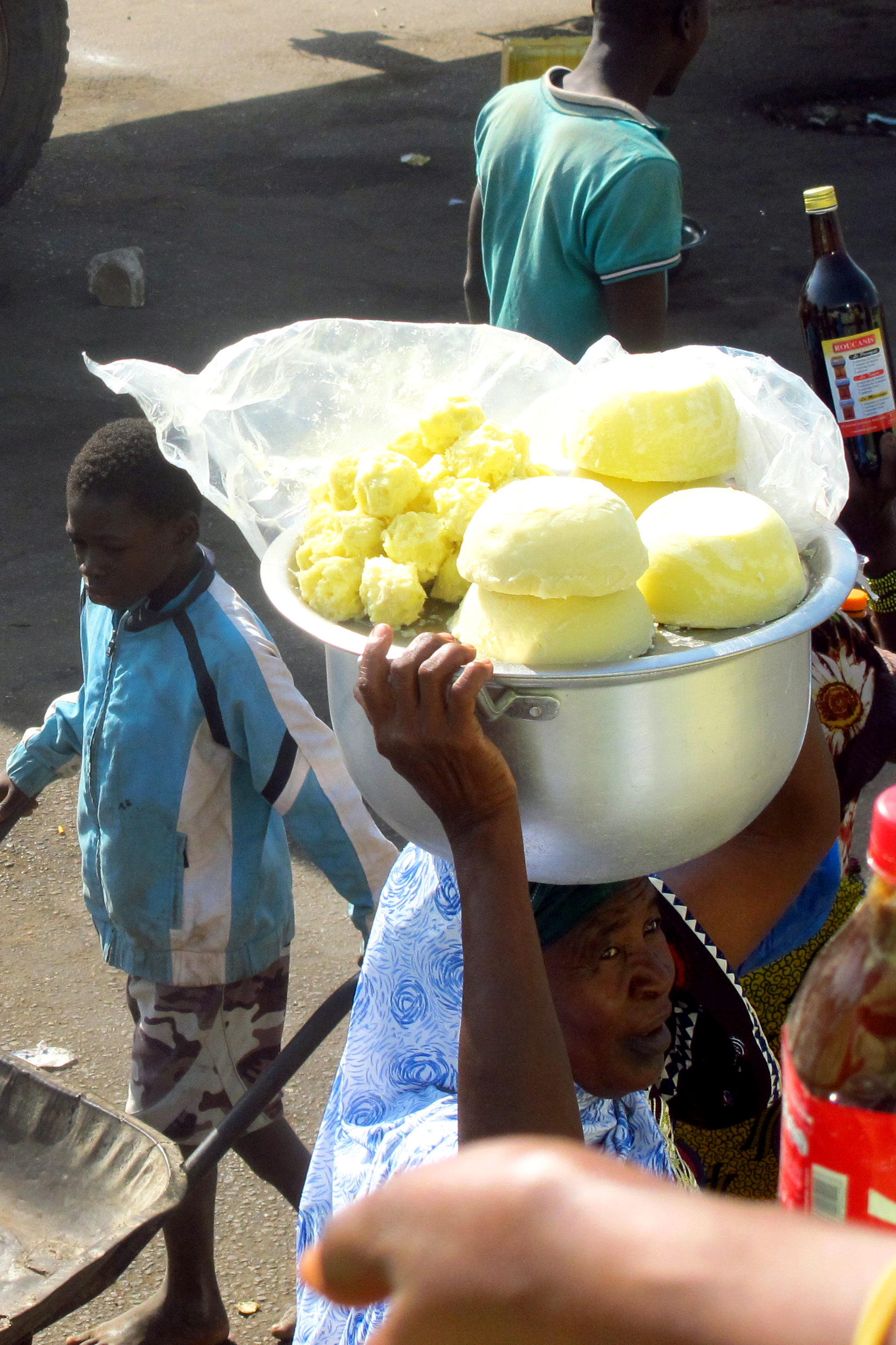
Vente de beurre de karité dans la commune de Tafiré, au nord de la Côte d'Ivoire.

Le beurre de karité est une huile végétale comestible extraite des fruits du karité, un arbre poussant principalement dans les savanes arborées de l'Afrique de l'Ouest et centrale. Le nom ghariti  signifie « arbre à beurre » en wolof du Sénégal et est à l'origine du nom français « karité ».
Le beurre de karité est principalement utilisé dans la cuisine en Afrique et dans l'industrie du chocolat en Europe (comme substitut au beurre de cacao). Il est aussi connu en Afrique, en Europe et aux États-Unis pour ses propriétés cosmétiques assouplissantes et nourrissantes pour la peau qui le font rentrer dans la composition de nombreux produits cosmétiques et aussi pharmaceutiques.

## Matière première
Le fruit, appelé également karité, se présente sous la forme de grappes de fruits ovoïdes de couleur vert sombre à brun mesurant entre quatre et huit centimètres de long et pesant entre 10 et 57 g.
C'est une baie charnue et comestible renfermant une, voire deux amandes dures (comparable à une graine d'avocat i.e. son noyau), d'une teinte blanchâtre, entourée(s) d'une coque mince et de pulpe.
Les fruits de karité sont ramassés entre mai-juin et mi-septembre, généralement par des femmes,,.

## Fabrication

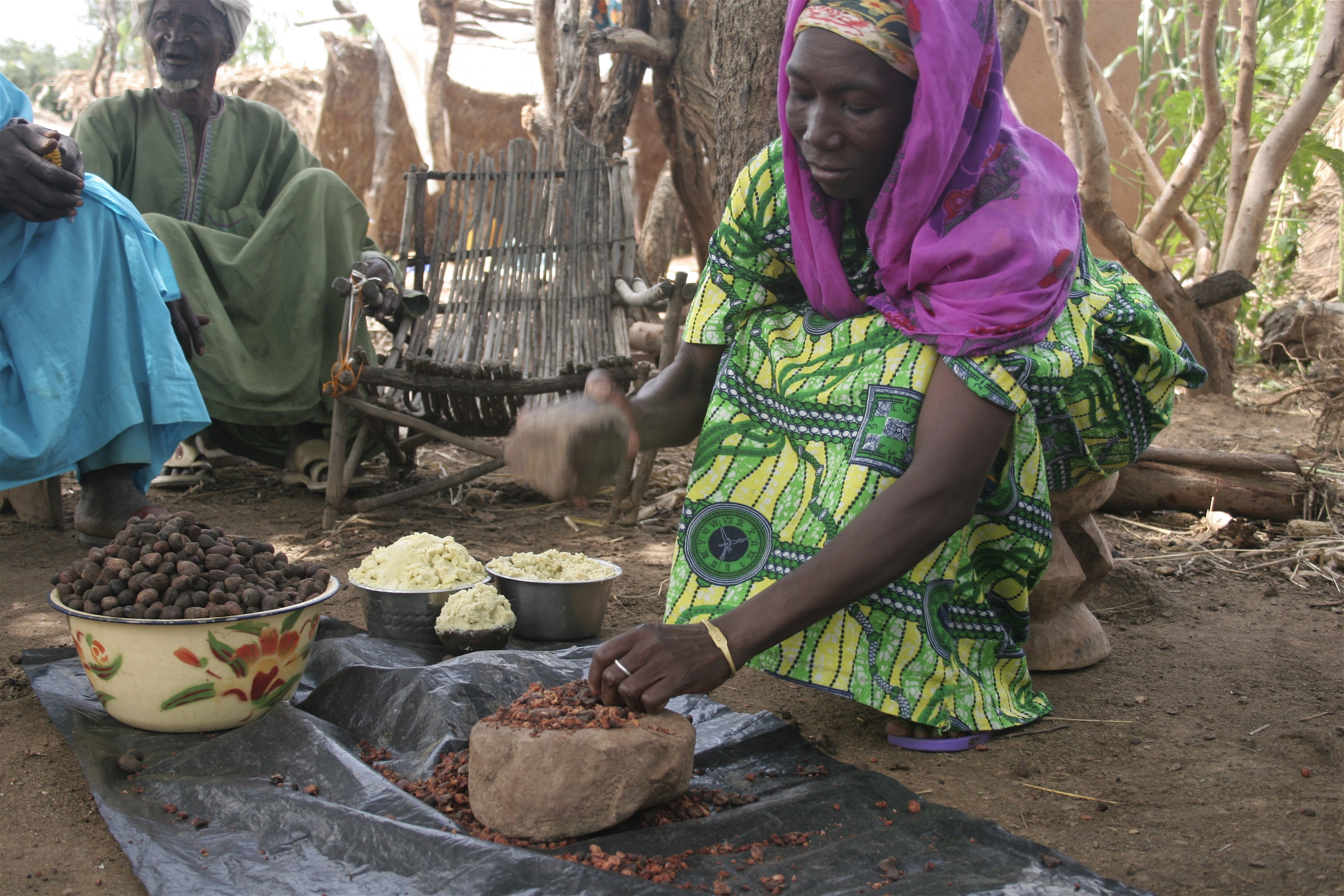
Une femme brisant la coque des noix (en arrière-plan : des noix de karité et du beurre de karité) (Burkina Faso)

Tant la récolte des fruits que l’extraction du karité voire sa commercialisation à l'échelle locale sont principalement effectuées par des femmes africaines en zones rurales, d'où son surnom d'« or des femmes » (même si la filière internationale du karité est essentiellement dominée par des hommes),,.
Une fois les fruits ramassés (juin-septembre), ceux-ci sont débarrassés de leur pulpe, ce qui permet d'obtenir alors une noix qu'on fait sécher. On récupère ensuite l’amande en concassant les noix. On la lave et on la laisse sécher dans la coque intacte pour éviter l'acidification (augmentation de la teneur en acides gras libres) de l'amande dues à l'action des microorganismes. Bien préparées les amandes peuvent ainsi se conserver un an sans dégradation.
La récolte des fruits et la préparation des amandes demande une heure de travail par kilo d'amandes sèches.
Ensuite, on concasse l'amande, la torréfie et on la moud pour obtenir une pâte épaisse. Après traitement, trois kilos d'amande donnent environ un kilo de beurre.
Il existe trois méthodes pour extraire le beurre de l'amande contenue dans le fruit du karité.

### La méthode traditionnelle
La pâte épaisse obtenue va être mélangée à de l’eau et vigoureusement barattée. La pâte obtenue est brassée avec de longues spatules, tandis que le mélange chauffe.
L’immersion dans l’eau bouillante va permettre de séparer le beurre des autres composants de l’amande, notamment les impuretés qui se déposent au fond du récipient. Une fois retiré, le beurre flottant en surface est malaxé avant d’être cuit longuement afin de permettre à l’eau de s’évaporer et aux impuretés de se déposer. L’huile (en fait le beurre liquide) ainsi obtenue sera filtrée avant d’être conditionnée. On obtient ainsi du beurre de karité artisanal. Bien qu'il soit fréquent de lire que la chaleur altère quelque peu les qualités du beurre de karité artisanal, seules des analyses comparatives physico-chimiques permettraient d'en avoir la certitude[réf. souhaitée].
Il est fort probable que cette affirmation justifie une production industrielle du karité au détriment des femmes africaines[réf. nécessaire]. Femmes africaines  qui sont pourtant détentrices du savoir-faire d'extraction respectueux de l'environnement dès lors qu'elles travaillent dans des conditions dignes et saines[réf. souhaitée].
Quant aux impuretés restées en bas, ces dernières sont récupérées pour former des boules, qui serviront de combustible pour faire chauffer de nouvelles marmites.
Le résultat s'élève à 30 à 35 % de beurre par poids sec de noix.
- Préparation traditionnelle au Soudan (début du XXe s.)

Préparation traditionnelle au Soudan (début du XX s.)
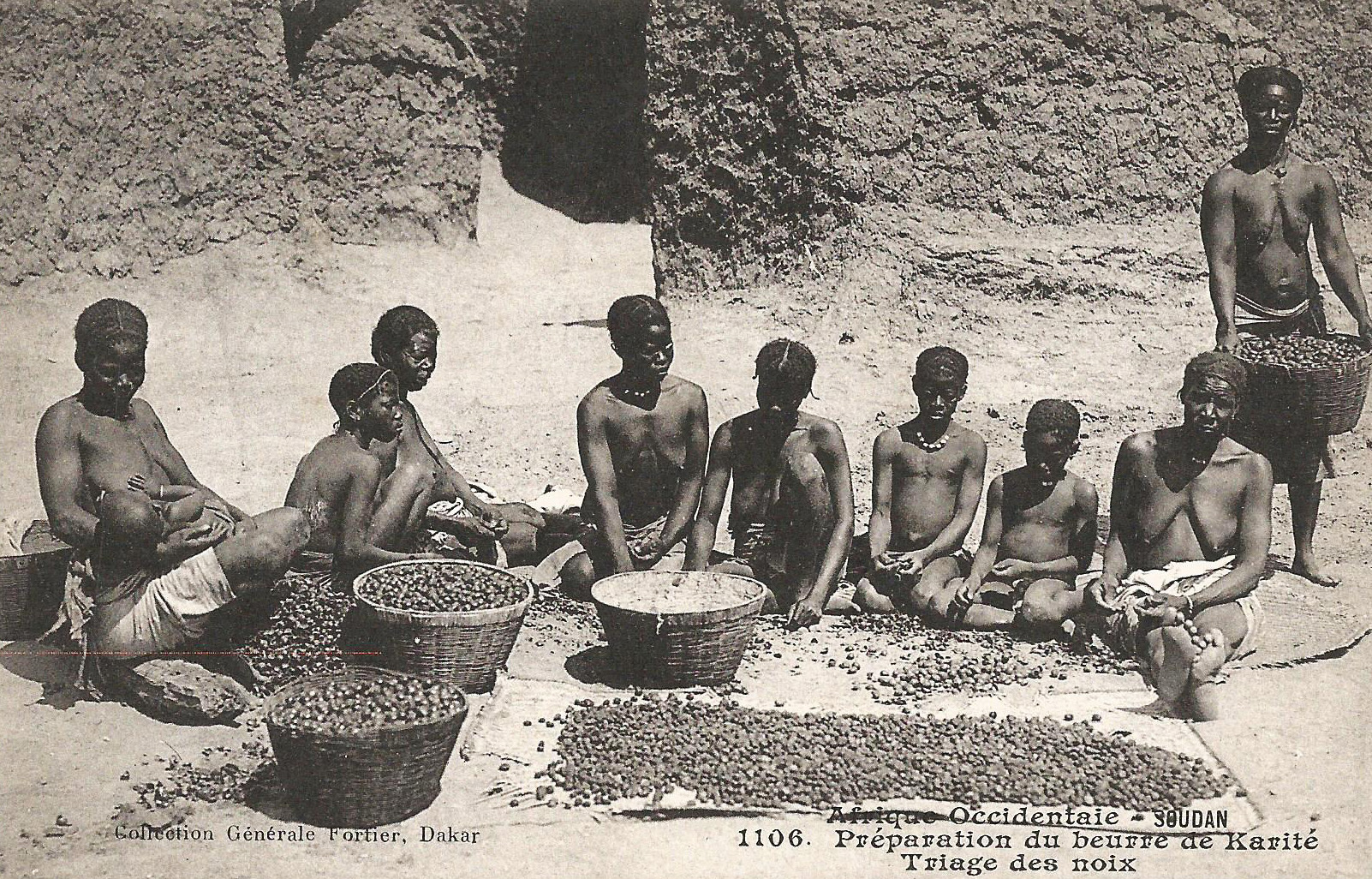
Triage des noix.
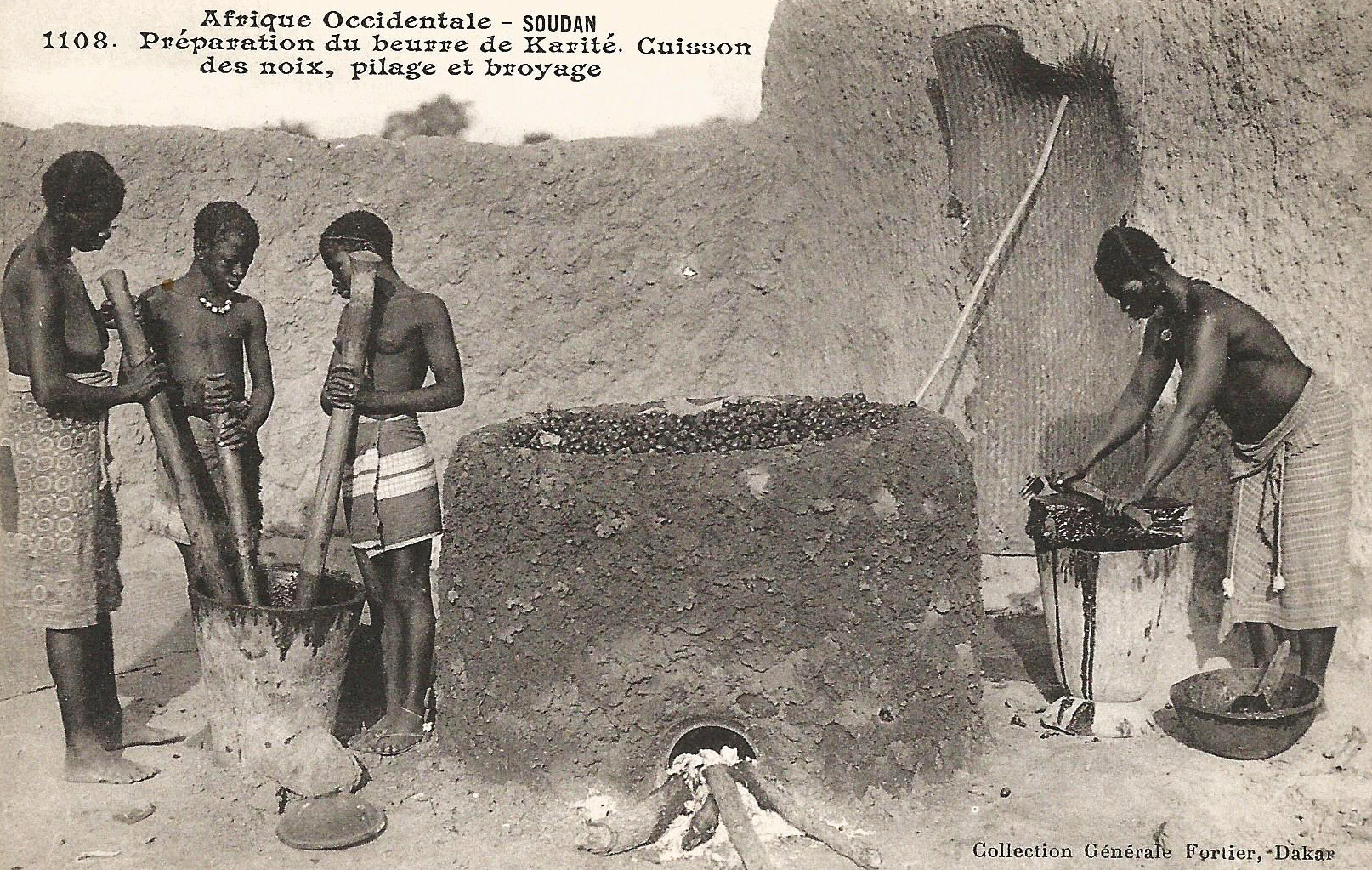
Cuisson des noix, pilage et broyage.
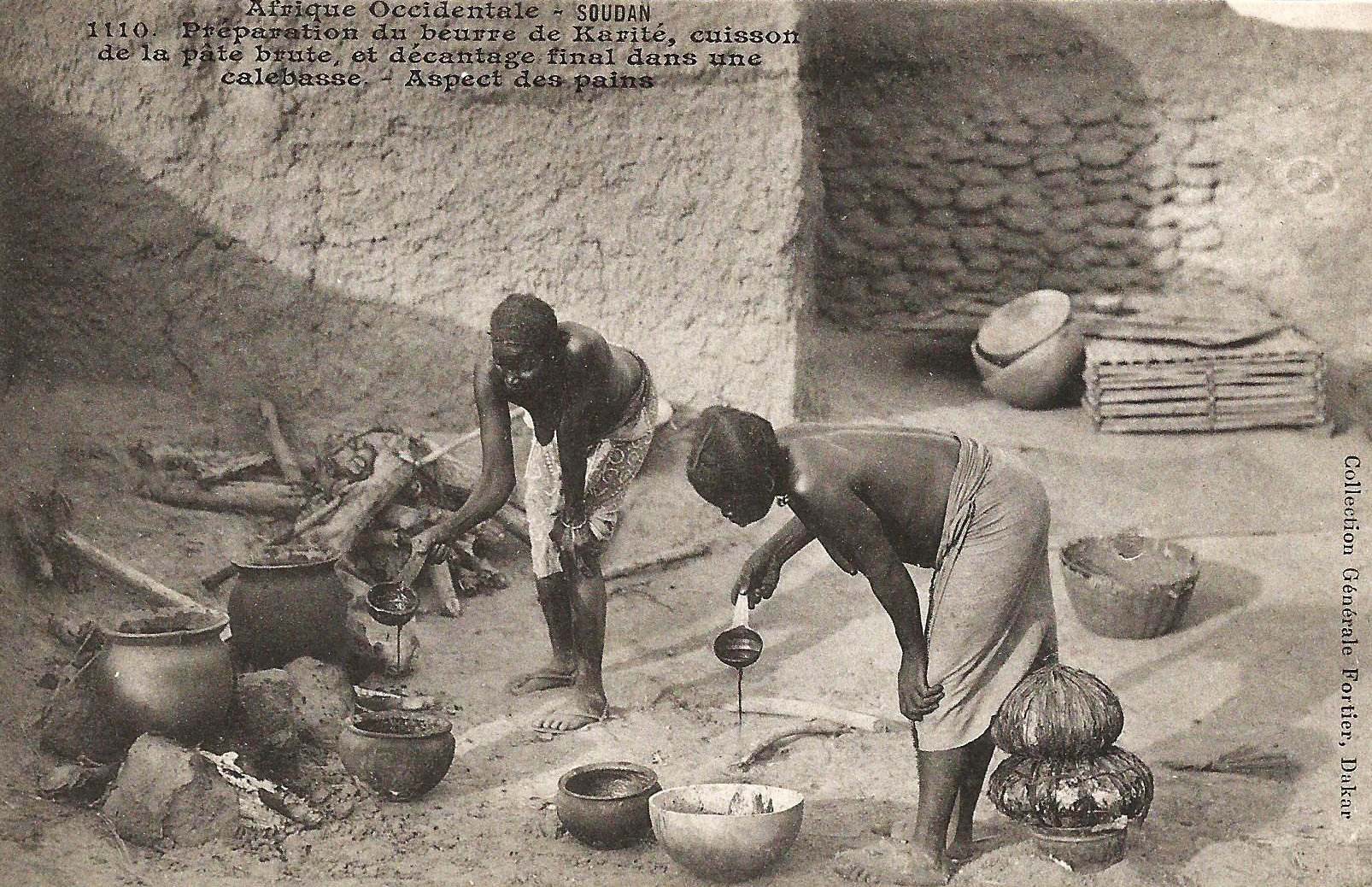
Cuisson de la pâte brute et décantage final dans une calebasse.

### Extraction par pression à froid
L'expression « extraction à froid » est trompeuse. Il s'agit d'une méthode d'extraction industrielle par raffinage présenté par l'industrie cosmétique comme une extraction à froid et relayée par des influenceuses à partir de 2018. L'objectif étant de faire face à la hausse de la  demande en karité naturel (non transformé) par le consommateur à la suite de la diffusion de l'émission La quotidienne mettant en avant le karité naturel Grand Cru du Bénin  
Les étapes de l'extraction « à froid » sont les suivantes :  
- démucilagination ou dégommage : faire disparaître les cires et mucilages à l’aide d’injection de vapeur d’eau dans l’huile chauffée à environ 70°C. le but est d’éliminer certains composants en suspension dans l’huile ;

- décoloration : ôter les pigments et la chlorophylle en filtrant l’huile à l’aide de charbon actif. L’huile est chauffée entre 90 et 120 °C et la quantité nécessaire de terre à foulon est absorbée. Une fois l’action terminée, l’agent de décoloration est séparé de l’huile par une méthode classique, la filtration ;

- désodorisation : extraire les produits volatils responsables du goût et de l’odeur. De la vapeur sèche, à environ 140 °C, est envoyée dans l’huile chauffée à 180 °C sous vide.

- winterisation ou démargarinisation (étape non obligatoire) : l’huile est refroidie entre 3° et 8° pendant plusieurs heures.

Cette méthode d'extraction reste cependant plus vertueuse que la méthode d'extraction par solvant.

### Extraction par solvant
Les amandes sont broyées industriellement puis on utilise un solvant, l'hexane. Le beurre encore contenu dans les amandes se dissout dans l'hexane. Ensuite, on laisse l'hexane s'évaporer et on récupère le beurre de karité. Cette méthode est la plus rentable mais le beurre de karité obtenu est de qualité inférieure.
Le résultat s'élève jusqu’à 45 % de beurre par poids sec de noix.

#### En Occident
La plus grande partie de la production de beurre ou composants du beurre est issue d'importations sous forme d'amandes transformées en Occident et en Asie, ce qui prive les pays producteurs et les transformatrices traditionnelles d'une part importante de la plus-value de la filière.
« Le beurre de karité est extrait à l’aide de procédés industriels, principalement en Europe, puis séparé en deux fractions : une fraction de graisse végétale (stéarine) – vendue pour la formulation d’équivalents ou d’améliorants du beurre de cacao (CBE/CBI) et de margarines – et une fraction d’huile, utilisée comme base bon marché dans la production de margarines, ainsi que comme composante d’aliments fourragers ». La stéarine est aussi revendue aux fabricants de cosmétiques, et malgré des campagnes intensives de marketing sur l'effet bénéfique du secteur dans l'autonomisation des femmes, il représenterait 50 % du karité utilisé dans la filière cosmétique.

## Composition
À l'état naturel (vierge, brut, première pression à froid), sans aucune transformation, le beurre de karité contient cinq principaux acides gras (triacylglycérides) : l'acide palmitique, stéarique, oléique, linoléique, et arachidique. Parmi ceux-ci, les acides stéarique et oléique atteignent environ 85 à 90 %, selon les provenances.
- Acide oléique (40-60 %) ;
- Acide stéarique (20-50 %) ;
- Acide linolénique (3-11 %) ;
- Acide palmitique (2-9 %) ;
- Acide linoléique (< 1 %) ;
- Acide arachidique (< 1 %)[15],[16].

La proportion relative des acides stéarique et oléique influence la consistance du beurre. L'acide stéarique donne une consistance solide, tandis que l'acide oléique donne une consistance molle ou même liquide. Ainsi, le beurre de karité provenant du plateau Mossi (Burkina Faso) et celui issu du nord du Ghana ont une teneur plus élevée en acide stéarique et sont donc généralement plus durs ; celui en provenance d'Ouganda est liquide et nécessite un fractionnement pour devenir beurre ; les beurres de karité d'Afrique de l'Ouest sont plus variables dans leur consistance.
Outre ses acides gras, le beurre de karité contient des catéchises, des vitamines E, A, acides gras essentiels, des triterpènes.

### Selon l'origine
La provenance géographique du beurre de karité influence sa composition. En effet, plusieurs études dont une de l'université Ben Gourion du Negev montre « une variabilité élevée entre les provenances de différentes régions africaines et un effet significatif du climat sur les niveaux de α-tocophérol » (forme de la vitamine E). « La teneur totale en tocophérols (α, β, γ et δ) dans 102 échantillons de beurre de karité de 11 pays varie de 29 à 805 μg/g de beurre de karité, avec une moyenne de 220 μg/g. L'α-tocophérol, la forme principale détectée, constitue en moyenne 64 % de la teneur totale en tocopherol ». Le karité des arbres de « Vitellaria situés dans des climats chauds et secs ont les plus hauts niveaux d'α-tocophérol (par exemple, une moyenne de 414 ng / g dans des échantillons de N'Djamena, Tchad). Les concentrations les plus faibles de α-tocophérol (sont) trouvées dans des échantillons provenant de régions montagneuses froides, en particulier dans le nord du pays (une moyenne de 29 µg/g) ». La même remarque s'applique pour la teneur en acide stéarique et en alcool triterpénique (principalement amyrines, lupéol et butyrospermol), selon une étude japonaise.
L'acide oléique est dominant dans le beurre de karité en provenance d'Ouganda alors que l'acide stéarique est dominant ceux d'Afrique occidentale, d'après une étude italienne portant sur 150 régions des Mali, Burkina Faso, Nigeria et Ouganda.

Des résultats français montrent « les différences entre l'Afrique de l'Est et de l'Ouest dans la composition de la graisse des noix de karité : les noix de l'Est (ont) une teneur en graisse et en acide oléique significativement plus élevée » à partir des prélèvements de « 624 arbres dans cinq pays africains (Sénégal, Mali, Burkina, Ghana et Ouganda) ».

## Aspect
La consistance du beurre de karité dépend de son origine géographique donc de sa teneur en acides gras. En général, le beurre solide est d'aspect cireux à température ambiante. Il devient huileux au-delà de 34 °C. Son point de fusion s'élève à 28 et 35 °C. Sa couleur va du blanc crème au jaune crème, mais la principale couleur du karité naturel africain est le jaune crème, un indicateur important du fait qu'il n'a pas subi de transformation supplémentaire susceptible de lui faire perdre ses propriétés[réf. souhaitée].

## Qualité
La qualité d'un beurre de karité dépend du terroir de provenance, de son climat, de la qualité des amandes mais surtout du mode de conservation des noix de karité (en empêchant la germination des graines) et du mode de production du beurre (traditionnel, mécanisé ou semi-mécanisé, industriel). Les laboratoires de contrôle de la qualité des produits exportés pour garantir le respect des spécifications définies par les clients étrangers prennent généralement en compte des indicateurs de qualité concernant l’humidité, l’acidité libre et le taux d’impuretés.
Le taux d'insaponifiables est l'indicateur de la présence de bio actifs donc d'efficacité d'une huile végétale. Cette information n'est jamais divulguée sur la base de preuves d'analyses. Pourtant, concernant le karité, elle permettrait d'éclairer le consommateur sur le niveau de transformation donc la qualité et l'efficacité  du beurre de karité et améliorerait nettement le revenu des femmes productrices de karité.
Il n'existe pas à ce jour de standard de qualité mondialement reconnue, chaque entreprise ayant ses propres critères.
Certains producteurs choisissent par exemple de ne pas laisser les noix sécher au soleil mais de les fumer pour les sécher alors que cela dégrade grandement la qualité du beurre obtenu en ayant chargé les noix en hydrocarbures.
L'Alliance globale du Karité (ou Global Shea Alliance, AGK) réunissant tous les acteurs de l'industrie du karité a pour but de définir des standards qui manquent cruellement à la filière au détriment des 16 millions de productrices de karité d'Afrique et l'organisme ProKarité d'instruire les femmes sur les méthodes pour une production de meilleure qualité qui serait plus lucrative.
L'Alliance Internationale pour les Femmes du Karité (AIFK) vise elle un développement de l'industrie du karité garantissant les droits des productrices de karité et une meilleure information du consommateur.
Un beurre de karité de qualité n'a pas une mauvaise odeur, se conserve plus longtemps.

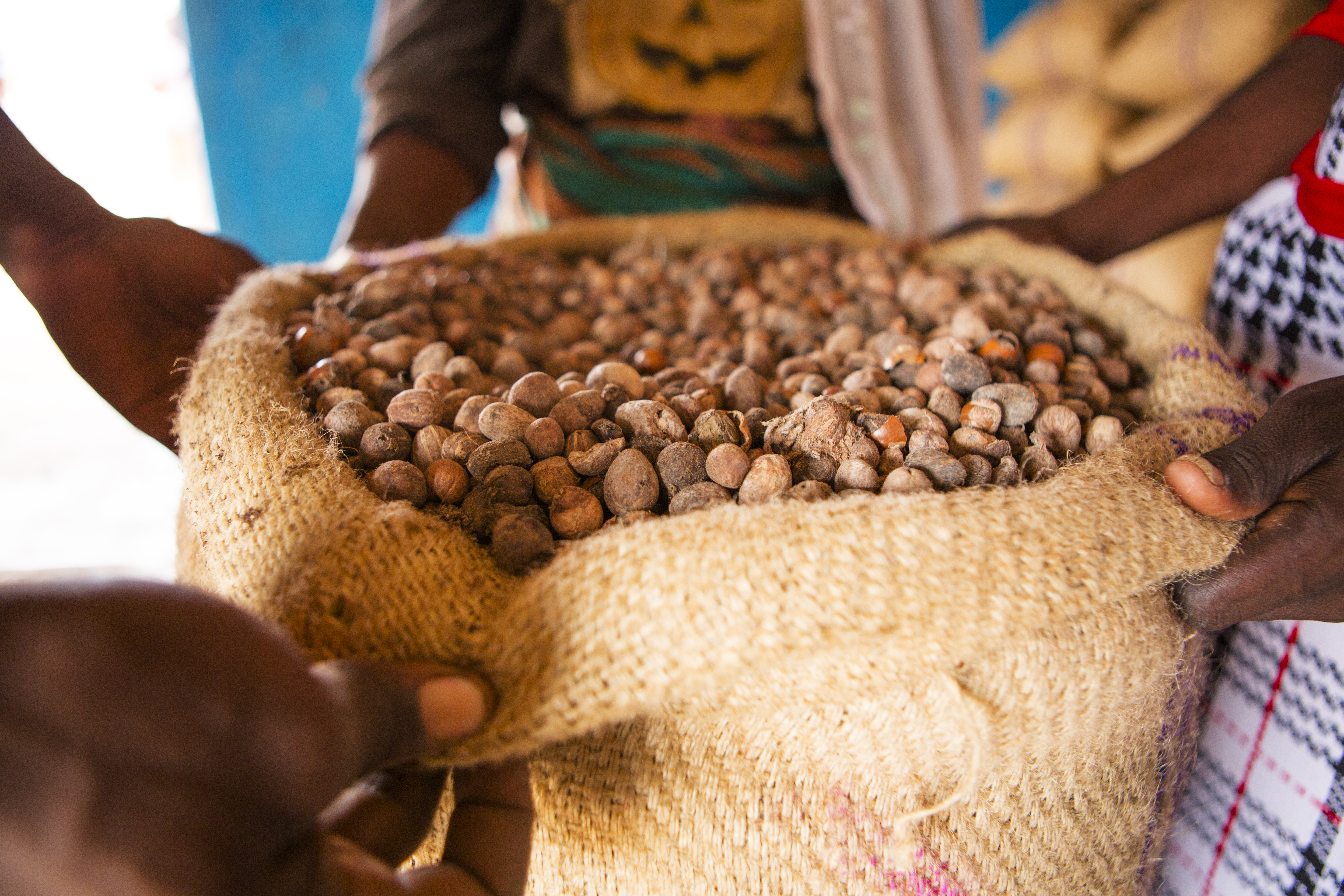
Sac de noix récoltées, Ghana
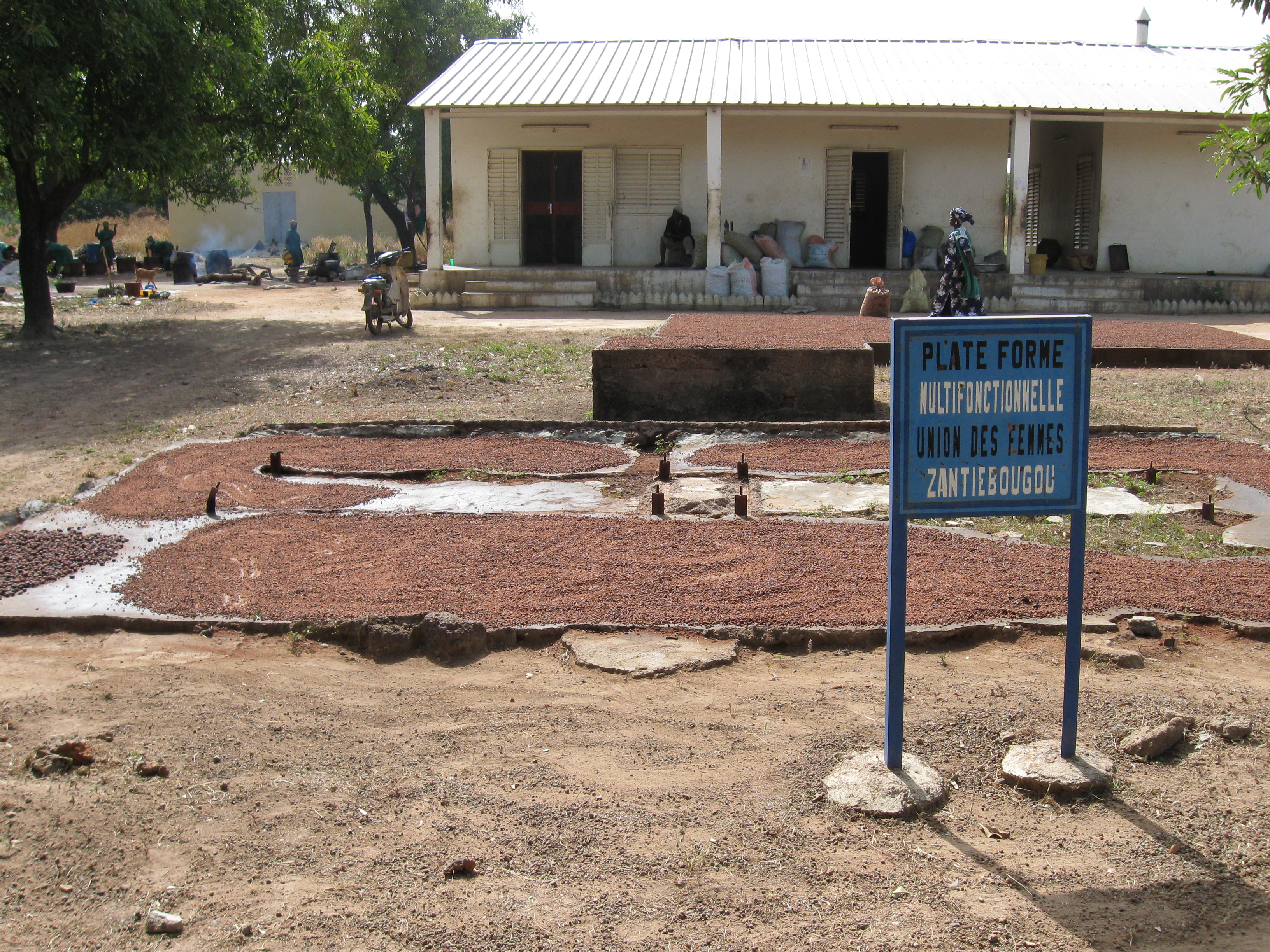
Noix séchant au soleil, Zantiébougou, Mali
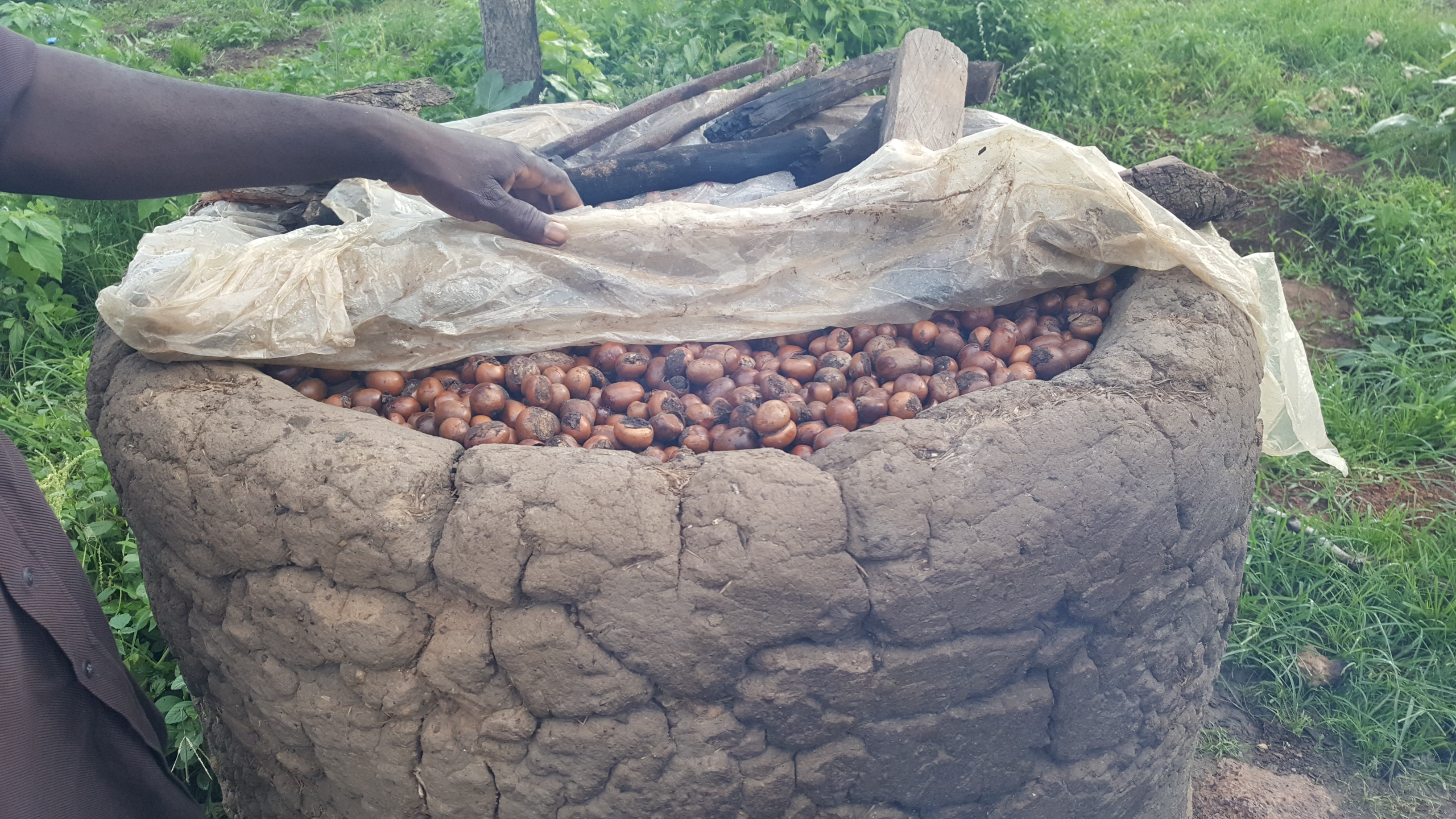
Four (en terre) à karité
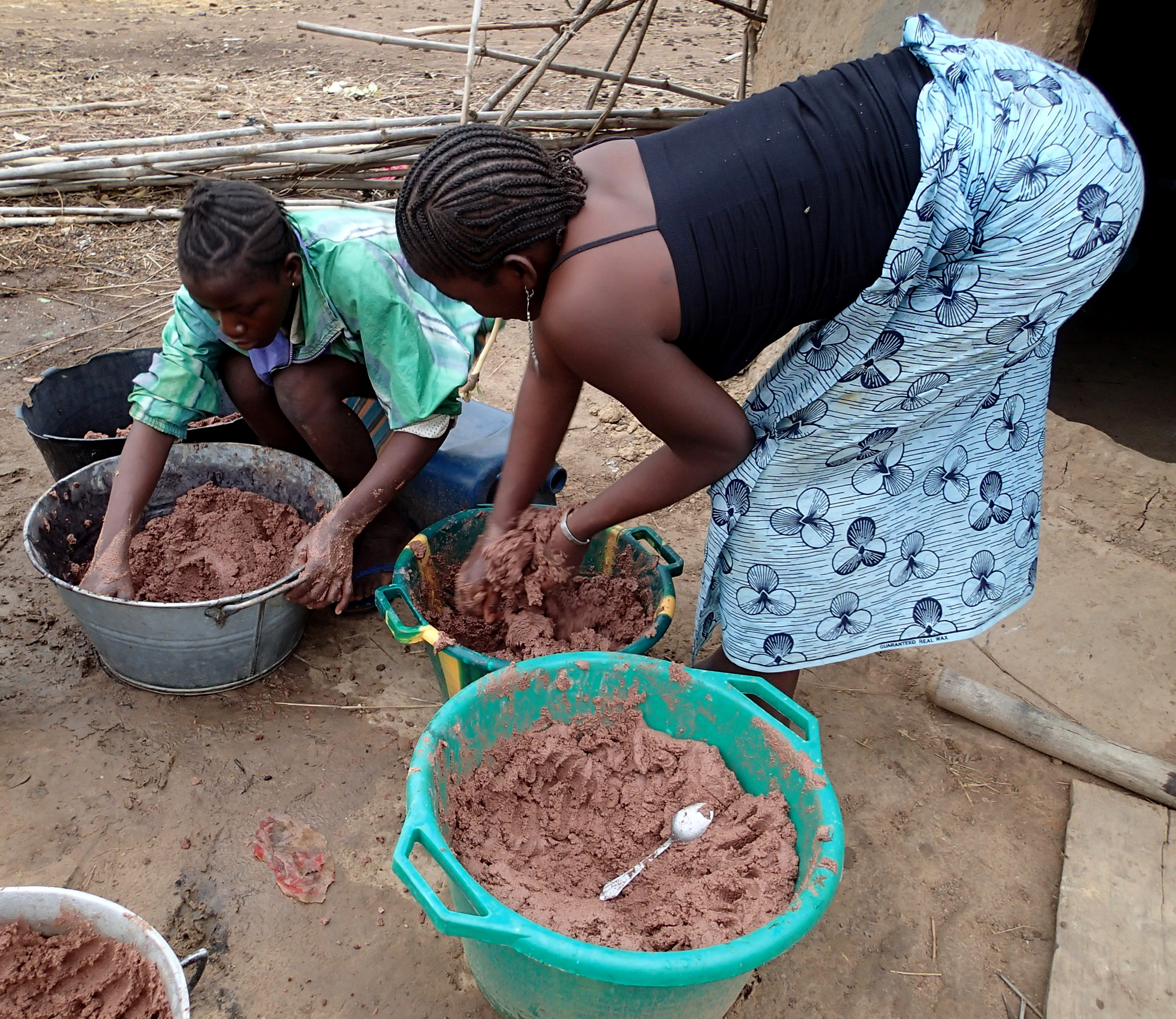
Malaxage, Mali
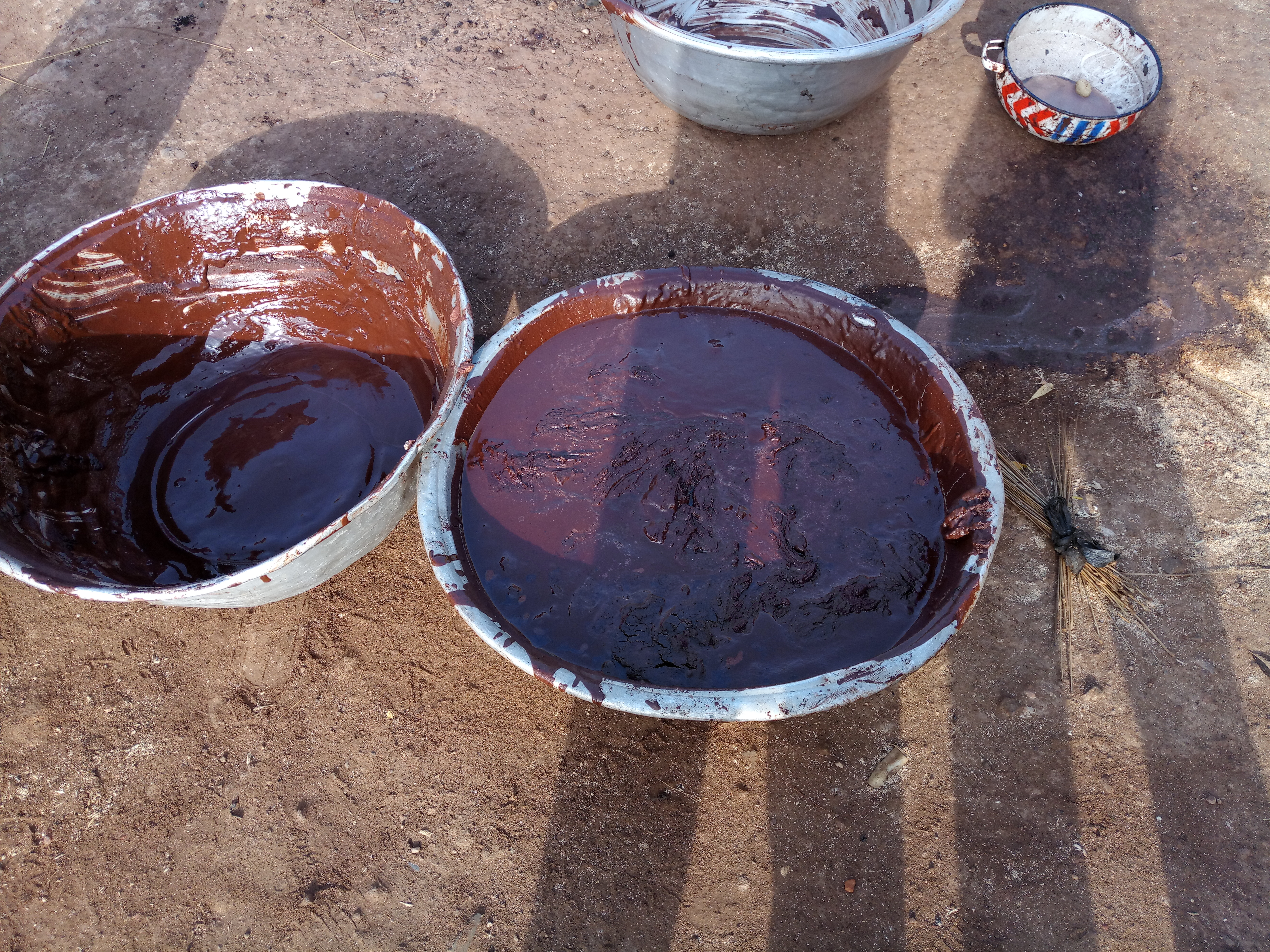
Beurre de karité durant le processus de barattage, Ghana

De nombreux organismes participent à la promotion des exportations du beurre de karité.

### Certification
Les classifications et labels du beurre de karité pour le commerce international se multiplient du fait de l'attrait des pays occidentaux pour ce produit mais ne se superposent pas toujours. On trouve ainsi différentes certifications : 
- biologique : issu de systèmes durables d’exploitation entretenus en l’absence d’intrants chimiques (pesticides, fongicides, engrais, etc.) ; les produits peuvent être étiquetés « 100 pour cent biologique », « biologique » ou « à base de produits biologiques » (Ecocert[24]) Cosmecert [32];
- commerce équitable ou éthique : issu de productions aux conditions sûres de travail, avec préfinancement, des prix plus élevés que ceux pratiqués sur le marché local pour les produits destinés au marché international et l’absence de main d’œuvre esclave ou de travail des enfants ; le label de commerce équitable WFTO[33] est l'un des labels garantissant à la fois une juste rémunération et la préservation des savoirs traditionnels des artisans et petits producteurs.

Ces labels reposent sur des démarches qualité suivantes :
- Assurance qualité : pour un produit contrôlé par un tiers de la qualité tel un laboratoire qui se conforme aux normes internationales ;
- Traçabilité : pour un produit où toutes les étapes du processus de production (transactions d’achat, différentes étapes de la transformation, main d’œuvre utilisée, dates de transformation, emplacements, etc.) figurent[34] sur un « certificat d’origine »
- (en)GlobalGAP (ex EurepGAP)[35] : norme européenne depuis 1997 pour déterminer les facteurs de Bonnes pratiques agricoles (BPA) comme la Gestion intégrée des cultures (ICM), la Désinsectisation intégrée (IPC), le Système de gestion de la qualité (QMS), l’analyse des risques-points critiques pour leur maîtrise (HACCP), la santé, la sécurité et le bien être du travailleur, la pollution et la gestion de la protection de l’environnement.

Il existe notamment « le Projet d’Appui Technique à la Filière Karité (ProKarité) lancé en 2004, qui est soutenu par le Fonds commun pour les produits de base (CFC,(en)« Common Fund for Commodities») et le Gouvernement néerlandais, avec un appui technique de la FAO (OAA). Mis en œuvre par le CIRAF, le projet ProKarité vise à élaborer un programme de certification des produits basé sur un ensemble harmonisé de paramètres et de normes de qualité à établir aux niveaux régional et international » tels que ONAC, PAF (Projet d’Appui aux Filières Bio Alimentaires), ECOCERT, etc.

## Usages

### Alimentaire

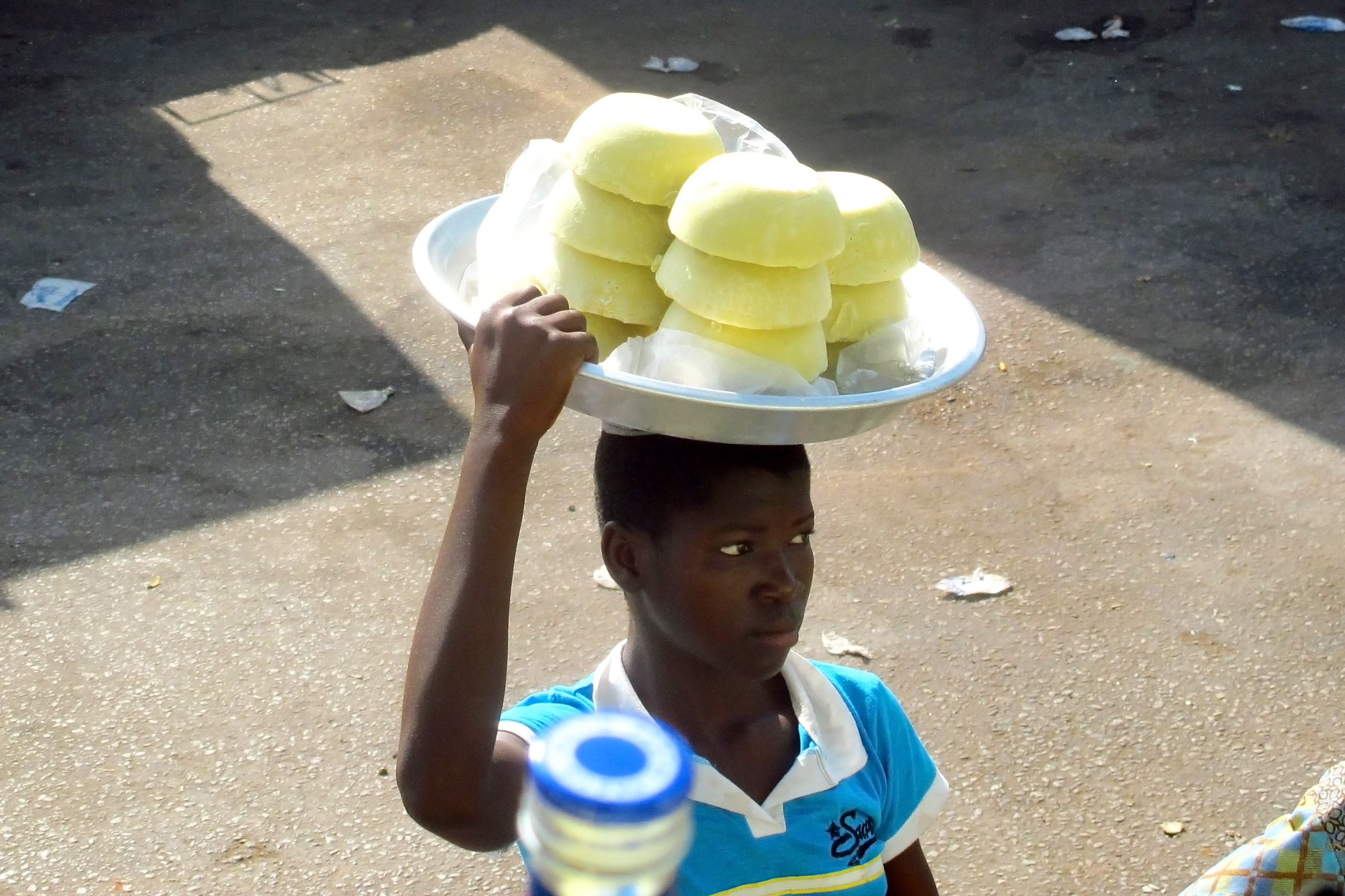
Jeune vendeuse de beurre de karité dans les rues de Tafiré en Côte d'Ivoire

Le beurre de karité est considéré comme une graisse végétale saine.
Environ 90 % de la production mondiale de beurre de karité sont destinés à un usage alimentaire principalement dans l'industrie du chocolat et autres confiseries. En particulier en Europe (et non pas aux États-Unis), ce beurre « est utilisé comme substitut au beurre de cacao en raison des propriétés physiques et chimiques similaires pour l'enrobage des chocolats et des bonbons, pour modifier les points de fusion ou créer des textures prisées par les consommateurs ». Il entre également dans la composition de biscuits et pâtes feuilletées pour les humains mais aussi comme élément dans l'alimentation fourragère pour les animaux.
En Afrique, dans les régions où il est produit, on l'utilise comme un beurre classique ou une huile comestible de friture en cuisine ou ajouté aux sauces comme liant et pour en modifier le goût.
Il présente l'avantage de se conserver sans agent de conservation grâce à ses quantités relativement importantes d'insaponifiables (4-11%) et tocophérols qui permettent d'assurer la stabilité aux huiles et graisses.

### Cosmétique et pharmaceutique

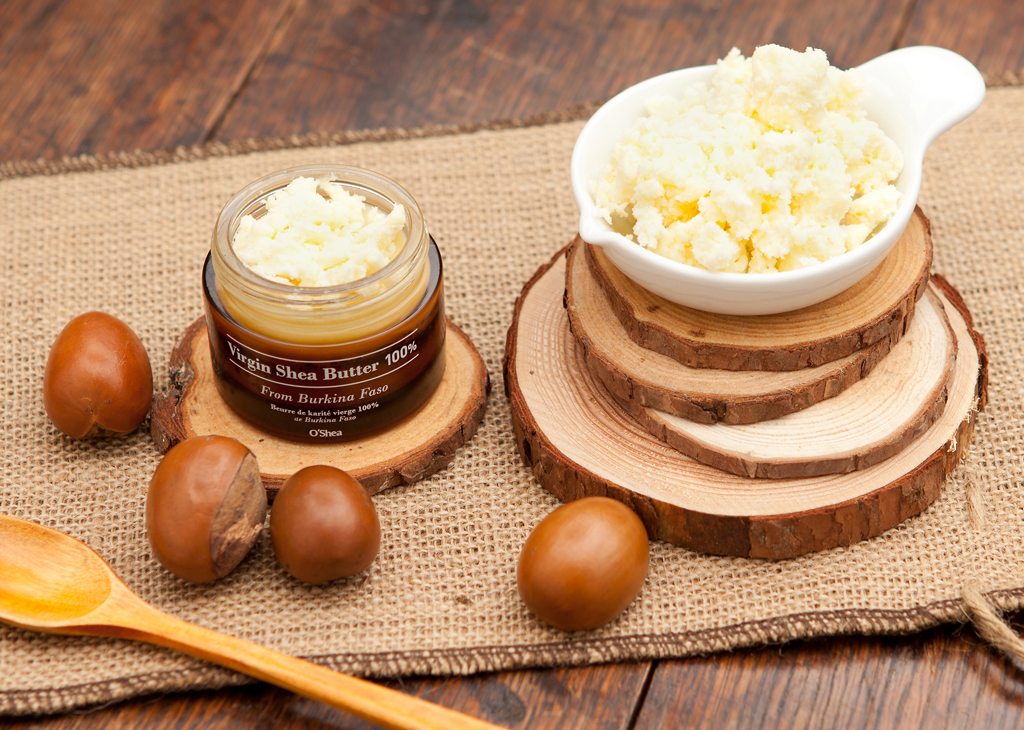
Beurre de karité du Burkina Faso à usage de soin

Les 10 % restants de la production mondiale de beurre de karité sont à destination de l'industrie cosmétique et la demande ne cesse de croître. Les industries cosmétiques et pharmaceutiques consomment ainsi chaque année entre 2 000 et 8 000 tonnes de beurre de karité. En Europe, des centaines de produits en contiennent, principalement sous une forme transformée industriellement. Le beurre de karité est mentionné bien en évidence sur l’étiquette,, mais sans possibilité pour le consommateur de savoir s'il s'agit de karité naturel.

#### Propriétés
De nombreuses études se sont penchées sur les propriétés du beurre de karité naturel  :
- Action protectrice contre le dessèchement de la peau (xérose)[41] ; activité hydratante pour la peau et les cheveux, propriétés particulières de douceur et d'onctuosité ;
- Protection contre l'érythème solaire grâce à l'action de ses esters d’acide cinnamique, « qui offrent une protection contre les ultraviolets (UV) »[29] ; il entre ainsi dans la composition de produits de protection solaire[42],[11] ;
- Action contre le vieillissement de la peau grâce au lupéol qui prévient ses effets « en inhibant les enzymes qui dégradent les protéines de la peau »[29] ;
- Puissante action anti-inflammatoire[43],[18] (notamment sur l'œdème des membres[17]) et antioxydante[44],[18] (grâce aux tocophérols et aux catéchises qu'il contient[11]) avec un effet inhibiteur sur la promotion des tumeurs de la peau[43] ;
- Action cicatrisante sur les plaies en tant qu'agent émollient[45],[46] et stimulant le processus renouvelable naturel de la peau[39] ; réparation de la barrière cutanée[18] ; traitement des dermites sèches desquamatives, des mains gercées avec crevasses, des ulcères, vergetures, eczémas[29],[46], pour des lésions non infectées[47], par régénération des couches épidermiques superficielles. Ainsi, plusieurs produits émollients ou kératolytiques de laboratoire vendus en pharmacie en contiennent pour lutter contre la dermatite atopique (eczéma atopique ou dermite du nourrisson)[48],[47],[49] ou le psoriasis[50],[51],[52].

On peut notamment citer une coentreprise danoise (AstionPharma) qui « utilise actuellement des insaponifiables de karité pour produire un traitement anti-inflammatoire contre l’arthrite et une crème pour le traitement local de l’eczéma et d’autres lésions cutanées (notamment dues à l’herpès) » et commercialise un « produit «nutraceutique» à base de karité qui a la capacité, cliniquement démontrée, de réduire le cholestérol chez l’humain »,.
Une étude conjointe (chinoise, américaine et espagnole) récapitulative parue en 2017 met en évidence les effets bénéfiques des composants de certaines huiles végétales par l'application sur la peau (voie topique) et si elle reconnaît au beurre de karité des vertus anti-inflammatoires et antioxydantes, elle est plus mesurée dans la possibilité qu'il puisse réparer la barrière cutanée en cas d'atteinte et avance qu'il n'existe aucune preuve concrète de l'effet spécifique du traitement topique par le beurre de karité contre le vieillissement de la peau, la cicatrisation des plaies ou allant dans le sens de propriétés anti-cancérigènes.

Le beurre de karité favoriserait aussi une augmentation de la circulation capillaire locale, ce qui permettrait une réoxygénation tissulaire et améliorerait l'élimination des déchets métaboliques[réf. nécessaire].

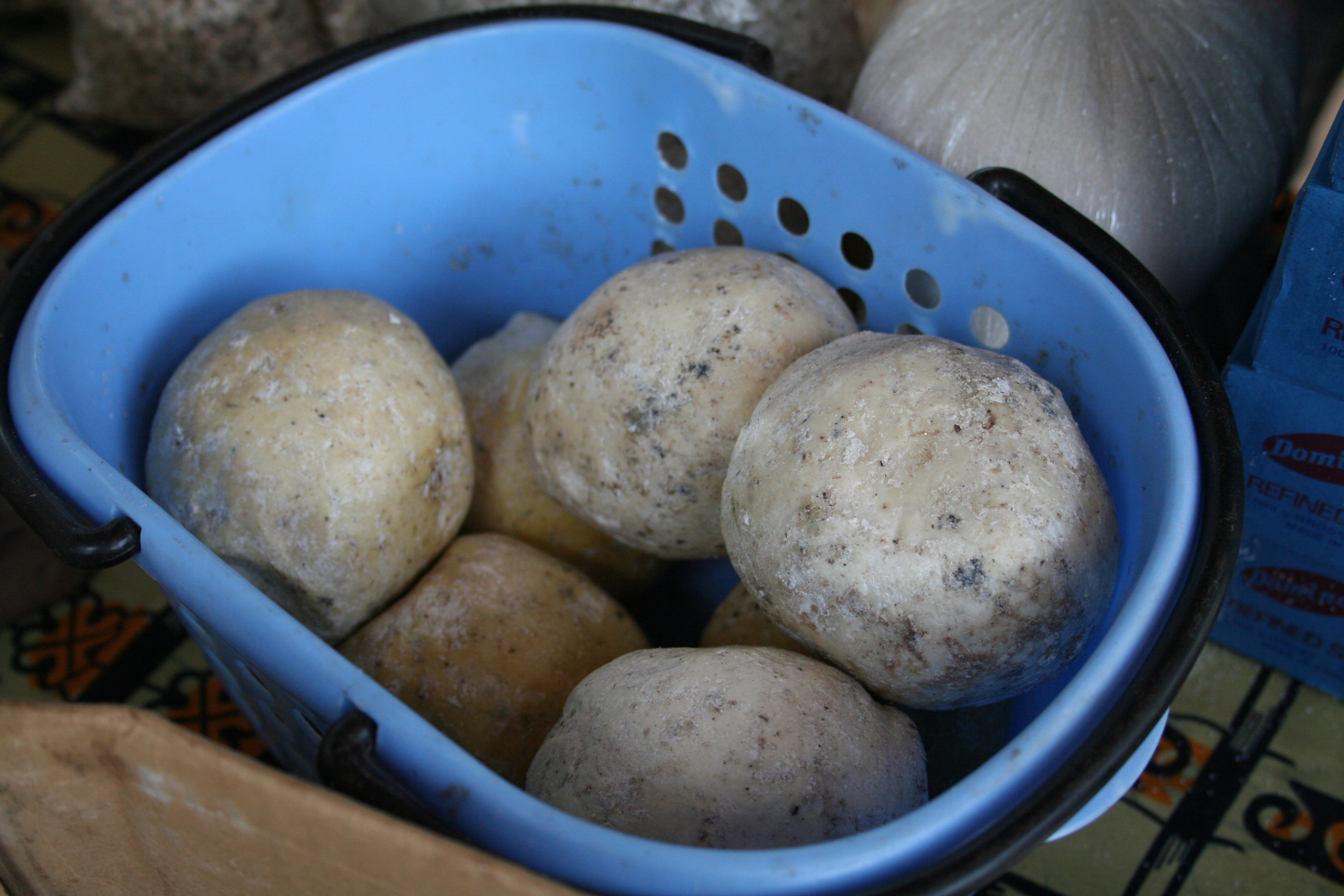
Savons au beurre de karité, Burkina Faso

#### Hygiène
- En tant que corps gras dans la fabrication de savons[39]
- Comme fixateur pour coiffure[55].

### Autres
- En tant qu'huile pour lanterne dans les zones rurales[39],[44] ;
- Pour la fabrication de bougies ou en tant que cire d'étanchéité[55] ;
- A des fins culturelles lors des cérémonies comme les naissances, les mariages et les funérailles[39] ;
- Dans son récit de voyage au milieu du XIVe siècle, l'explorateur marocain Ibn Battuta indique que le beurre de karité entre dans la composition d'une chaux pour recouvrir les murs de certaines habitations au Mali[56],[5].